# 1802 en philosophie
Chronologie de la philosophie
- 1798
- 1799
- 1800
- 1801
- 1802
- 1803
- 1804
- 1805
- 1806

L’année 1802 a été marquée, en philosophie, par les événements suivants :

## Publications
- Mémoires sur les rapports du physique et du moral de l’homme, de Georges Cabanis.

- Création de la revue allemande Kritisches Journal der Philosophie (« Journal critique de philosophie ») par Hegel et Schelling.

- Thomas Paine : Lettres aux citoyens américains (1802 ?).

- Jakob Böhme : Des trois principes de l'essence divine (1619). Trad. Louis-Claude de Saint-Martin, 1802  .

## Naissances
- 16 février : Phineas Quimby, philosophe américain, adepte du mesmérisme, mort en 1866.
- 13 septembre : Arnold Ruge, philosophe allemand, mort en 1880.
- 30 novembre : Friedrich Adolf Trendelenburg, philosophe et philologue allemand, mort en 1872.

## Décès
- 12 septembre (24 septembre dans le calendrier grégorien) : Alexandre Radichtchev, philosophe russe, né en 1749.